# Lee Mendelson
Leland Maurice Mendelson (San Francisco, 24 marzo 1933 – Hillsborough, 25 dicembre 2019) è stato un produttore cinematografico statunitense, noto per aver prodotto gran parte degli speciali animati dei Peanuts.

## Biografia
Nato a San Francisco e cresciuto a San Mateo, Melendez si diplomò alla San Mateo High School. Nel 1954 si laureò in Lettere all'Università di Stanford. Fu tenente della United States Air Force per tre anni e in seguito lavorò per diversi anni per suo padre, un coltivatore e commerciante di ortaggi.

### Carriera
Mendelson iniziò a lavorare in televisione nel 1961 presso la KPIX-TV, una stazione della CBS con sede a San Francisco, producendo brevi annunci di servizio pubblico. Nel 1961 produsse il documentario sull'Esposizione internazionale di San Francisco The Innocent Fair, che gli valse un Peabody Award.
Nel 1963 lasciò la KPIX per fondare la sua società di produzione e creò il documentario su Willie Mays A Man Named Mays. Poco dopo la trasmissione del documentario, Mendelson lesse una striscia dei Peanuts che ruotava attorno alla squadra di baseball di Charlie Brown, e pensò che dal momento che aveva appena "fatto un documentario sul più grande giocatore di baseball del mondo, ora avrebbe dovuto farne uno sul peggior giocatore di baseball del mondo, Charlie Brown".  Mendelson si approcciò al creatore dei Peanuts Charles M. Schulz con l'idea di produrre un documentario su di lui e la sua striscia. Schulz, a cui era piaciuto il documentario di May, accettò subito. Il documentario mai trasmesso del 1963 A Boy Named Charlie Brown, fu l'inizio di una collaborazione trentennale tra Schulz e Mendelson.
Mentre Mendelson stava tentando di vendere il documentario di Schulz, fu avvicinato dalla Coca-Cola Company, che gli chiese se era interessato a produrre uno speciale animato di Natale per la televisione, e Mendelson contattò immediatamente Schulz per poter utilizzare i personaggi dei Peanuts. Schulz a sua volta suggerì di assumere l'animatore e regista Bill Melendez, con cui aveva lavorato per la realizzazione di una campagna pubblicitaria con i Peanuts per la Ford Motor Company, mentre Mendelson assunse il compositore jazz Vince Guaraldi dopo aver ascoltato Cast Your Fate to the Wind, una canzone composta da Guaraldi mentre attraversava il Golden Gate Bridge.
Dopo un breve periodo di produzione di sei mesi, Buon Natale, Charlie Brown! andò in onda il 9 dicembre 1965 sulla CBS. Il film vinse un Emmy e un Peabody Award e fu il primo di oltre 40 speciali animati dei Peanuts creati da Mendelson, Melendez e Schulz. I tre collaborarono inoltre per i primi quattro film cinematografici dei Peanuts: Arriva Charlie Brown (1969), Snoopy cane contestatore (1972), Corri più che puoi Charlie Brown (1977) e Buon viaggio, Charlie Brown (1980); e per le due serie animate The Charlie Brown and Snoopy Show (1983-85) e This Is America, Charlie Brown (1988-89).
Nel 1968 Mendelson produsse il documentario Travels with Charley, basato sull'omonimo libro di John Steinbeck.
La Lee Mendelson Film Productions, la società di produzione televisiva e cinematografica di Mendelson con sede a Burlingame, in California, ha prodotto oltre 100 produzioni televisive e cinematografiche e vinto 12 Emmy e 4 Peabody, oltre a numerose nomination ai Grammy, agli Emmy e agli Oscar. Mendelson è morto il 25 dicembre 2019 di cancro ai polmoni, lasciando una moglie, Ploenta e quattro figli tra cui Lynda.